# Gmina Tørring-Uldum
Gmina Tørring-Uldum (duń. Tørring-Uldum Kommune) – w latach 1970–2006 (włącznie) jedna z gmin w Danii w okręgu Vejle Amt. 
Siedzibą władz gminy było miasto Uldum. 
Gmina Tørring-Uldum została utworzona 1 kwietnia 1970 na mocy reformy podziału administracyjnego Danii. Po kolejnej reformie w 2007 r. weszła w skład nowej gminy Vejle.

## Dane liczbowe
- Liczba ludności: (♀ 6366 + ♂ 6153) = 12 519
  - wiek 0-6: 9,3%
  - wiek 7-16: 15,4%
  - wiek 17-66: 62,8%
  - wiek 67+: 12,5%
- zagęszczenie ludności: 66,2 osób/km²
- bezrobocie: 2,9% osób w wieku 17-66 lat
- cudzoziemcy z UE, Skandynawii i USA: 74 na 10 000 osób
- cudzoziemcy z krajów Trzeciego Świata: 129 na 10 000 osób
- liczba szkół podstawowych: 6 (liczba klas: 87)